# Єрімбетжага
Єрімбетжа́га (каз. Ерімбетжаға) — село у складі Аральського району Кизилординської області Казахстану. Входить до складу Каракумського сільського округу.
Населення — 317 осіб (2021; 343 у 2009, 325 у 1999, 392 у 1989).